# Campionato mondiale di snooker 2021
Il Campionato mondiale di snooker 2021 è stato il diciottesimo ed ultimo evento professionistico della stagione 2020-2021 di snooker, il quindicesimo Ranking, e l'87ª edizione di questo torneo, che si è disputato dal 17 aprile al 3 maggio 2021, presso il Crucible Theatre di Sheffield, in Inghilterra, per la 45ª volta consecutiva.
È stato il terzo ed ultimo evento stagionale della Tripla Corona.
Il 9 aprile Alan McManus ha annunciato il suo ritiro dall'attività agonistica all'età di 50 anni, dopo 30 stagioni disputate, a seguito della sconfitta rimediata il giorno stesso per mano di Bai Langning, durante il secondo turno di qualificazioni.
Il 12 aprile Kacper Filipiak ha annunciato il suo ritiro dall'attività agonistica all'età di 25 anni, dopo tre stagioni disputate, a seguito della sconfitta rimediata il giorno stesso per mano di Zhao Xintong, durante il terzo turno di qualificazioni.
Alle 15:00 WEST del 17 aprile, in occasione dei funerali del principe Filippo di Edimburgo, scomparso il 9 aprile, è stato osservato un minuto di silenzio.
Il campione in carica era Ronnie O'Sullivan, il quale è stato eliminato agli ottavi di finale da Anthony McGill. Si tratta della dodicesima eliminazione a questo stadio del torneo per il detentore del Campionato del mondo; l'ultimo giocatore ad uscire di scena agli ottavi da testa di serie numero 1 era stato Mark Williams nel 2019.
Il torneo è stato vinto da Mark Selby, il quale ha battuto in finale Shaun Murphy per 18-15. L'inglese si è aggiudicato così il suo quarto Campionato mondiale e il suo nono evento della Tripla Corona, eguagliando a queste quote John Higgins, ed il suo 20º titolo Ranking, eguagliando a questa quota Neil Robertson.

## Montepremi
- Vincitore: £500000
- Finalista: £200000
- Semifinalisti: £100000
- Quarti di finale: £50000
- Ottavi di finale: £30000
- Sedicesimi di finale: £20000
- Quarto turno di qualificazione: £15000
- Terzo turno di qualificazione: £10000
- Secondo turno di qualificazione: £5000
- Maximum break nella fase a eliminazione diretta: £40000[7]
- Miglior break della competizione (qualificazioni comprese): £15000
- Maximum break nelle qualificazioni: £10000[7]

## Vigilia

### Sviluppi futuri
L'11 marzo 2021 il World Snooker Tour comunica, sul suo sito ufficiale, i criteri da seguire per partecipare alla stagione 2021-2022: così come era accaduto nel 2020-2021, i giocatori che si qualificheranno alla fase finale di questo torneo, e che non avranno già guadagnato una tour card per altri meriti, ne riceveranno una di due stagioni. La stessa viene assegnata anche a Marco Fu e a Jimmy White (l'11 aprile seguente), per meriti sportivi, essendo entrambi fuori dai primi 64 del Ranking di fine stagione.
Il 17 aprile 2021 viene delineato il primo torneo della stagione successiva, ovvero il Champion of Champions, che si disputerà dal 15 al 21 novembre 2021 al Bolton Whites Hotel, struttura annessa alla University of Bolton Stadium, stadio di calcio del Bolton Wanderers.
Il 18 aprile 2021 viene ufficializzato che i tre eventi della Q School 2021 si terranno presso il Ponds Forge International Sports Centre di Sheffield tra il 27 maggio e il 13 giugno 2021. Così come era successo per l'ultima volta nella stagione 2019-2020, anche i giocatori con miglior posizione nella classifica combinata (senza aver vinto alcuna tappa degli eventi) otterranno una carta d'accesso al Main Tour; a differenza del 2019-2020, però, i posti saranno due e non quattro.
Il 20 aprile 2021 Barry Hearn annuncia il termine della sua carriera da promotore di eventi sportivi dopo 48 anni, cedendo il posto di presidente del World Snooker Tour a Steve Dawson, a partire dalla stagione 2021-2022. Hearn aveva mosso i primi passi nel mondo dello snooker nella seconda metà degli anni 1970, divenendo manager del sei volte campione del mondo Steve Davis, prima di fondare – assieme allo stesso Davis e Tony Meo – la Matchroom, compagnia che ha contribuito alla crescita dello snooker, oltre che a diversi altri sport, nel corso degli anni. Per un breve periodo, fra il dicembre 2009 e il giugno 2010, è stato, inoltre, presidente della World Professional Billiards and Snooker Association, rimanendo nello staff del nuovo gestore Jason Ferguson come responsabile degli aspetti commerciali della World Snooker Limited, fino, appunto, al 20 aprile 2021.

### Aspetti tecnici
Dopo aver disputato l'edizione 2020 tra luglio ed agosto a causa dello spostamento dovuto alla pandemia di COVID-19, il Campionato mondiale di snooker torna nella sua fascia originale, ovvero tra aprile e maggio, al Crucible Theatre di Sheffield, divenendo così il primo torneo stagionale a disputarsi nella sua location usuale, dato che il World Snooker Tour si è visto costretto a cancellare e posticipare eventi sempre a causa della pandemia, decidendo di svolgere la gran parte di essi presso la Marshall Arena di Milton Keynes – come era già accaduto in occasione della Championship League del giugno 2020 e del Tour Championship 2020, durante la ripresa alle competizioni a seguito delle chiusure sul finire della stagione 2019-2020 – in quanto unica bolla in grado di ospitare tutto lo staff necessario per i tornei, compresi i giocatori. Il World Snooker Tour ha poi deciso di disputare il Welsh Open 2021 e il Tour Championship 2021 al Celtic Manor Resort di Newport, in Galles, sempre in una bolla.
Per il quattordicesimo anno di fila, l'English Institute of Sport di Sheffield ospita le qualificazioni al torneo.
A dispetto dello scorso anno per ragioni di calendario, la fase finale inizia di sabato e termina il primo lunedì di maggio, come da tradizione, cosa che era accaduta consecutivamente dal 1996 al 2019.
L'azienda di scommesse sportive Betfred sponsorizza il Campionato mondiale di snooker per il settimo anno consecutivo, dopo aver già sponsorizzato il Masters in questa stagione, altro evento della Tripla Corona. Il 16 aprile la stessa Betfred ha comunicato che per ogni century break verranno donate £200 al Jessie May Children's Hospice at Home, ente benefico del WST.
Viene confermato per intero il montepremi per la seconda stagione consecutiva.
Il 13 marzo 2021 è stato comunicato che, durante la fase a eliminazione diretta, è consentito l'accesso di un numero limitato di spettatori, grazie ad un'iniziativa del Governo britannico per ritornare gradualmente ai numeri pre-pandemia negli eventi sportivi e nel mondo dello spettacolo. Il 25 aprile seguente viene comunicato che, in occasione della sessione conclusiva della finale del torneo, il Crucible sarà tutto esaurito.
Il 4 aprile 2021 il World Snooker Tour ha annunciato, sul suo sito ufficiale, di voler assegnare un bonus per la "serie perfetta", sia per quanto riguarda la fase a eliminazione diretta (£40000), che per le qualificazioni (£10000) – così come era già accaduto nel 2020 – oltre alle £15000 per il miglior break di tutta la competizione, il quale verrebbero assegnate assieme al bonus per il Maximum break.
Il 7 aprile 2021 Paul Collier viene definito l'arbitro della finale. Il gallese aveva già diretto le finali del 2004 e del 2016.

### Aspetti sportivi
Mei Xiwen, Marco Fu e Steve Mifsud si ritirano dalle qualificazioni per il torneo prima dello svolgimento di esse, venendo sostituiti da Michael White, Paul Davison e Leo Fernandez, primi tre giocatore dell'ordine di merito della Q School 2020, i quali si aggiungono ad altri 16 giocatori selezionati dalla World Professional Billiards and Snooker Association per completare il tabellone delle qualifiche.
Noppon Saengkham è costretto a dare forfait dopo essere risultato positivo al COVID-19.
Viene confermato per intero il format delle qualificazioni adottato nel 2020:
- Al primo turno di qualificazione partecipano i giocatori con testa di serie tra il 65º e il 128º posto
- Nel secondo turno i 32 vincitori affrontano i giocatori classificati dal 33º all'64º posto
- Nel terzo turno i 32 vincitori sfidano i giocatori classificati dal 1º al 32º posto
- Nel quarto ed ultimo turno i 32 vincitori si scontano fra di loro, e i 16 vincitori approdano nella fase finale del torneo

Gli incontri compresi tra il primo e il terzo turno sono al meglio degli 11 frame, mentre nel quarto durano al massimo 19 partite.

## Date
| Fase                        | Turno                | Sorteggio      | Data di svolgimento              |
| --------------------------- | -------------------- | -------------- | -------------------------------- |
| Qualificazioni              | Primo turno          | 24 marzo 2021  | 5-6-7 aprile 2021                |
| Qualificazioni              | Secondo turno        | 24 marzo 2021  | 7-8-9-10 aprile 2021             |
| Qualificazioni              | Terzo turno          | 24 marzo 2021  | 10-11-12 aprile 2021             |
| Qualificazioni              | Quarto turno         | 24 marzo 2021  | 13-14 aprile 2021                |
| Fase a eliminazione diretta | Sedicesimi di finale | 15 aprile 2021 | 17-18-19-20-21-22 aprile 2021    |
| Fase a eliminazione diretta | Ottavi di finale     | 15 aprile 2021 | 20-21-22-23-24-25-26 aprile 2021 |
| Fase a eliminazione diretta | Quarti di finale     | 15 aprile 2021 | 27-28 aprile 2021                |
| Fase a eliminazione diretta | Semifinali           | 15 aprile 2021 | 29-30 aprile-1º maggio 2021      |
| Finale                      | Finale               | 15 aprile 2021 | 2-3 maggio 2021                  |

## Avvenimenti

### Qualificazioni
Turno 1 (5-6-7 aprile)
Il primo incontro, seguendo il tabellone, vede di fronte Jimmy White e Stephen Hendry, due dei più iconici giocatori nella storia di questo sport; si tratta del 61º scontro diretto fra i due, considerando anche gli incontri minori, nonché dell'ottavo solo al Campionato del mondo, il primo in fase di qualificazione: lo scozzese – rientrante nel circuito professionistico dopo otto stagioni di inattività – era, per altro, riuscito a conquistare quattro delle sue sette finali al Crucible contro l'inglese. Dopo aver perso il primo frame, Hendry vince le seguenti cinque partite, realizzando, al meglio, una serie da 66 nella sesta. White riesce a portare a casa il settimo e l'ottavo frame, prima di subire un "mezzo-centone" vincente da parte dell'avversario.
Lee Walker batte Ken Doherty rimontando dal 4-1 al 4-6, Andy Hicks elimina Reanne Evans, mentre Brandon Sargeant supera Rebecca Kenna. Oliver Lines sconfigge Dylan Emery 6-1, realizzando tre centoni, e subendone uno nell'unico frame perso. Jamie Wilson rifila un cappotto a Barry Pinches, Julien Leclercq vince al decider contro Soheil Vahedi, mentre Lei Peifan recupera dal 1-5 al 6-5 nei confronti di Ben Mertens.

## Tabellone delle qualificazioni

### Giocatori invitati dalla WPBSA
| N° | Giocatore        | Precedenti partecipazioni alle qualificazioni |
| -- | ---------------- | --- |
| 1  | Connor Benzey    | 1 (2020) |
| 2  | Dylan Emery      | 2 (2019, 2020) |
| 3  | Reanne Evans     | 6 (2011, 2015, 2017, 2018, 2019, 2020) |
| 4  | Hamim Hussain    | 0 |
| 5  | Ivan Kakovskii   | 1 (2020) |
| 6  | Rebecca Kenna    | 0 |
| 7  | Julien Leclercq  | 0 |
| 8  | Mark Lloyd       | 0 |
| 9  | Robbie McGuigan  | 0 |
| 10 | Ben Mertens      | 1 (2020) |
| 11 | Ross Muir        | 7 (2014, 2015, 2016, 2017, 2018, 2019, 2020) |
| 12 | Florian Nüßle    | 2 (2019, 2020) |
| 13 | Brian Ochoiski   | 1 (2020) |
| 14 | Fergal Quinn     | 0 |
| 15 | Hayden Staniland | 1 (2020) |
| 16 | Dean Young       | 1 (2020) |
| 17 | Michael White    | 11 (2008, 2010, 2011, 2012, 2013, 2014, 2015, 2017, 2018, 2019, 2020)                                                                               |
| 18 | Paul Davison     | 24 (1993, 1994, 1995, 1996, 1997, 1998, 1999, 2000, 2001, 2002, 2003, 2004, 2005, 2007, 2009, 2011, 2012, 2013, 2014, 2016, 2017, 2018, 2019, 2020) |
| 19 | Leo Fernandez    | 14 (1996, 1997, 1998, 1999, 2000, 2001, 2002, 2003, 2004, 2005, 2006, 2008, 2016, 2018)                                                             |

Nota bene: nella sezione "precedenti partecipazioni alle qualificazioni", le date in grassetto indicano che il giocatore si è qualificato a quella edizione del torneo.
| Turno 1                   | Turno 2                   | Turno 3                   | Turno 4                 |
| ------------------------- | ------------------------- | ------------------------- | ----------------------- |
| Al meglio degli 11 frames | Al meglio degli 11 frames | Al meglio degli 11 frames | Al meglio dei 19 frames |

Al fianco dei giocatori è indicata la testa di serie.
Nota bene: le seguenti teste di serie sono valide solo per le qualificazioni.

### Turno 1
| TS | Giocatore 1       | Risultato | Giocatore 2      | TS |
| -- | ----------------- | --------- | ---------------- | -- |
| 65 | Jimmy White       | 3 - 6     | Stephen Hendry   |    |
| 96 | Zak Surety        | 4 - 6     | Fan Zhengyi      |    |
| 80 | Ken Doherty       | 4 - 6     | Lee Walker       |    |
| 81 | Oliver Lines      | 6 - 1     | Dylan Emery      |    |
| 88 | Fraser Patrick    | 6 - 4     | Leo Fernandez    |    |
| 73 | Barry Pinches     | 0 - 6     | Jamie Wilson     |    |
| 89 | Gao Yang          | 6 - 3     | Paul Davison     |    |
| 72 | Soheil Vahedi     | 5 - 6     | Julien Leclercq  |    |
| 69 | Andy Hicks        | 6 - 2     | Reanne Evans     |    |
| 92 | Billy Joe Castle  | 6 - 3     | Connor Benzey    |    |
| 76 | David Lilley      | w/o - w/d | Amine Amiri      |    |
| 85 | Brandon Sargeant  | 6 - 4     | Rebecca Kenna    |    |
| 84 | Zhao Jianbo       | 6 - 3     | Ross Muir        |    |
| 77 | Rod Lawler        | 6 - 1     | Alex Borg        |    |
| 93 | Fergal O'Brien    | 6 - 3     | Fergal Quinn     |    |
| 68 | Jamie Clarke      | 6 - 4     | Iulian Boiko     |    |
| 67 | Igor Figueiredo   | 6 - 0     | Farakh Ajaib     |    |
| 94 | Rory McLeod       | 6 - 5     | Brian Ochoiski   |    |
| 78 | Ashley Carty      | 6 - 4     | Michael White    |    |
| 83 | Peter Lines       | 6 - 5     | Mark Lloyd       |    |
| 86 | Allan Taylor      | 4 - 6     | Bai Langning     |    |
| 75 | Duane Jones       | 6 - 5     | Hayden Staniland |    |
| 91 | Steven Hallworth  | 6 - 2     | Dean Young       |    |
| 70 | James Cahill      | 6 - 1     | Sean Maddocks    |    |
| 71 | Si Jiahui         | 6 - 1     | Hamim Hussain    |    |
| 90 | Peter Devlin      | 1 - 6     | Lukas Kleckers   |    |
| 74 | Kacper Filipiak   | 6 - 4     | Riley Parsons    |    |
| 87 | Aaron Hill        | 4 - 6     | Ashley Hugill    |    |
| 82 | Lei Peifan        | 6 - 5     | Ben Mertens      |    |
| 79 | Simon Lichtenberg | 6 - 3     | Ivan Kakovskii   |    |
| 95 | Ben Hancorn       | 2 - 6     | Florian Nüßle    |    |
| 66 | Mitchell Mann     | 6 - 5     | Robbie McGuigan  |    |

### Turno 2
| TS | Giocatore 1           | Risultato | Giocatore 2       | TS |
| -- | --------------------- | --------- | ----------------- | -- |
| 64 | Xu Si                 | 6 - 1     | Stephen Hendry    |    |
| 33 | Liam Highfield        | 6 - 5     | Fan Zhengyi       |    |
| 49 | Nigel Bond            | 6 - 4     | Lee Walker        |    |
| 48 | Dominic Dale          | 6 - 4     | Oliver Lines      | 81 |
| 41 | Joe O'Connor          | 6 - 2     | Fraser Patrick    | 88 |
| 56 | Jak Jones             | 6 - 4     | Jamie Wilson      |    |
| 40 | Lyu Haotian           | 6 - 5     | Gao Yang          | 89 |
| 57 | Chang Bingyu          | 6 - 2     | Julien Leclercq   |    |
| 60 | Eden Sharav           | 6 - 1     | Andy Hicks        | 69 |
| 37 | Tian Pengfei          | 6 - 3     | Billy Joe Castle  | 92 |
| 53 | Jamie Jones           | 6 - 4     | David Lilley      | 76 |
| 44 | Andrew Higginson      | 6 - 3     | Brandon Sargeant  | 85 |
| 45 | Jimmy Robertson       | 6 - 5     | Zhao Jianbo       | 84 |
| 52 | Yuan Sijun            | 5 - 6     | Rod Lawler        | 77 |
| 36 | Stuart Carrington     | 6 - 2     | Fergal O'Brien    | 93 |
| 61 | Jamie O'Neill         | 5 - 6     | Jamie Clarke      | 68 |
| 62 | Robbie Williams       | 5 - 6     | Igor Figueiredo   | 67 |
| 35 | Anthony Hamilton      | 6 - 1     | Rory McLeod       | 94 |
| 51 | Louis Heathcote       | 6 - 2     | Ashley Carty      | 78 |
| 46 | Luo Honghao           | 3 - 6     | Peter Lines       | 83 |
| 43 | Alan McManus          | 3 - 6     | Bai Langning      |    |
| 54 | Daniel Wells          | 4 - 6     | Duane Jones       | 75 |
| 38 | David Grace           | 3 - 6     | Steven Hallworth  | 91 |
| 59 | Gerard Greene         | 6 - 5     | James Cahill      | 70 |
| 58 | Pang Junxu            | 6 - 4     | Si Jiahui         | 71 |
| 39 | Alexander Ursenbacher | 6 - 2     | Lukas Kleckers    |    |
| 55 | Jackson Page          | 5 - 6     | Kacper Filipiak   | 74 |
| 42 | Sam Craigie           | 6 - 3     | Ashley Hugill     |    |
| 47 | Chris Wakelin         | 6 - 5     | Lei Peifan        | 82 |
| 50 | Ian Burns             | 6 - 4     | Simon Lichtenberg | 79 |
| 34 | Mark King             | 6 - 3     | Florian Nüßle     |    |
| 63 | Chen Zifan            | 6 - 5     | Mitchell Mann     | 66 |

### Turno 3
| TS | Giocatore 1        | Risultato | Giocatore 2           | TS |
| -- | ------------------ | --------- | --------------------- | -- |
| 1  | Zhou Yuelong       | 6 - 5     | Xu Si                 | 64 |
| 32 | Elliot Slessor     | 5 - 6     | Liam Highfield        | 33 |
| 16 | Matthew Selt       | 6 - 5     | Nigel Bond            | 49 |
| 17 | Scott Donaldson    | 6 - 5     | Dominic Dale          | 48 |
| 24 | Robert Milkins     | 6 - 5     | Joe O'Connor          | 41 |
| 9  | Kurt Maflin        | 6 - 4     | Jak Jones             | 56 |
| 25 | Noppon Saengkham   | w/d - w/o | Lyu Haotian           | 40 |
| 8  | Tom Ford           | 4 - 6     | Chang Bingyu          | 57 |
| 5  | Graeme Dott        | 6 - 3     | Eden Sharav           | 60 |
| 28 | Sunny Akani        | 4 - 6     | Tian Pengfei          | 37 |
| 12 | Michael Holt       | 3 - 6     | Jamie Jones           | 53 |
| 21 | Li Hang            | 6 - 2     | Andrew Higginson      | 44 |
| 20 | Lu Ning            | 6 - 5     | Jimmy Robertson       | 45 |
| 13 | Liang Wenbó        | 6 - 3     | Rod Lawler            | 77 |
| 29 | Mark Davis         | 6 - 4     | Stuart Carrington     | 36 |
| 4  | Joe Perry          | 2 - 6     | Jamie Clarke          | 68 |
| 3  | Thepchaiya Un-Nooh | 5 - 6     | Igor Figueiredo       | 67 |
| 30 | Mark Joyce         | 6 - 3     | Anthony Hamilton      | 35 |
| 14 | Ryan Day           | 6 - 5     | Louis Heathcote       | 51 |
| 19 | Ricky Walden       | 6 - 1     | Peter Lines           | 83 |
| 22 | Ben Woollaston     | 5 - 6     | Bai Langning          |    |
| 11 | Martin Gould       | 6 - 4     | Duane Jones           | 75 |
| 27 | Jordan Brown       | 5 - 6     | Steven Hallworth      | 91 |
| 6  | Gary Wilson        | 6 - 4     | Gerard Greene         | 59 |
| 7  | Ali Carter         | 6 - 4     | Pang Junxu            | 58 |
| 26 | Martin O'Donnell   | 5 - 6     | Alexander Ursenbacher | 39 |
| 10 | Zhao Xintong       | 6 - 3     | Kacper Filipiak       | 74 |
| 23 | Hossein Vafaei     | 0 - 6     | Sam Craigie           | 42 |
| 18 | Matthew Stevens    | 3 - 6     | Chris Wakelin         | 47 |
| 15 | Xiao Guodong       | 6 - 1     | Ian Burns             | 50 |
| 31 | Luca Brecel        | 6 - 3     | Mark King             | 34 |
| 2  | Stuart Bingham     | 6 - 1     | Chen Zifan            | 63 |

### Turno 4
| TS | Giocatore 1      | Risultato | Giocatore 2           | TS |
| -- | ---------------- | --------- | --------------------- | -- |
| 1  | Zhou Yuelong     | 7 - 10    | Liam Highfield        | 33 |
| 16 | Matthew Selt     | 10 - 3    | Scott Donaldson       | 17 |
| 24 | Robert Milkins   | 4 - 10    | Kurt Maflin           | 9  |
| 40 | Lyu Haotian      | 10 - 6    | Chang Bingyu          | 57 |
| 5  | Graeme Dott      | 7 - 10    | Tian Pengfei          | 37 |
| 53 | Jamie Jones      | 10 - 5    | Li Hang               | 21 |
| 20 | Lu Ning          | 7 - 10    | Liang Wenbó           | 13 |
| 29 | Mark Davis       | 10 - 8    | Jamie Clarke          | 68 |
| 67 | Igor Figueiredo  | 7 - 10    | Mark Joyce            | 30 |
| 14 | Ryan Day         | 5 - 10    | Ricky Walden          | 19 |
|    | Bai Langning     | 5 - 10    | Martin Gould          | 11 |
| 91 | Steven Hallworth | 3 - 10    | Gary Wilson           | 6  |
| 7  | Ali Carter       | 10 - 4    | Alexander Ursenbacher | 39 |
| 10 | Zhao Xintong     | 9 - 10    | Sam Craigie           | 42 |
| 47 | Chris Wakelin    | 10 - 7    | Xiao Guodong          | 15 |
| 31 | Luca Brecel      | 5 - 10    | Stuart Bingham        | 2  |

### Century breaks
Durante il corso delle qualificazioni per il torneo sono stati realizzati 106 century breaks.
| N° | Giocatore             | Century breaks | Miglior break |
| -- | --------------------- | -------------- | ------------- |
| 1  | Mattew Selt           | 6              | 142           |
| 2  | Chang Bingyu          | 5              | 135           |
| =  | Jamie Jones           | 5              | 117           |
| 3  | Stuart Bingham        | 4              | 140           |
| =  | Joe O'Connor          | 4              | 137           |
| =  | Oliver Lines          | 4              | 137           |
| =  | Chris Wakelin         | 4              | 126           |
| =  | Tian Pengfei          | 4              | 121           |
| 4  | Duane Jones           | 3              | 137           |
| =  | Bai Langning          | 3              | 136           |
| =  | Igor Figueiredo       | 3              | 133           |
| =  | Lyu Haotian           | 3              | 131           |
| =  | Sam Craigie           | 3              | 126           |
| =  | Stuart Carrington     | 3              | 124           |
| =  | Zhao Jianbo           | 3              | 123           |
| =  | Kurt Maflin           | 3              | 119           |
| 5  | Li Hang               | 2              | 138           |
| =  | Lukas Kleckers        | 2              | 134           |
| =  | Xiao Guodong          | 2              | 133           |
| =  | Gary Wilson           | 2              | 131           |
| =  | Jak Jones             | 2              | 130           |
| =  | Liang Wenbó           | 2              | 130           |
| =  | Dominic Dale          | 2              | 124           |
| =  | Mark King             | 2              | 120           |
| =  | Fraser Patrick        | 2              | 108           |
| =  | Louis Heathcote       | 2              | 104           |
| =  | Steven Hallworth      | 2              | 103           |
| =  | Martin Gould          | 2              | 103           |
| 6  | Mark Davis            | 1              | 143           |
| =  | Fergal O'Brien        | 1              | 140           |
| =  | Alexander Ursenbacher | 1              | 139           |
| =  | Ali Carter            | 1              | 139           |
| =  | Lei Peifan            | 1              | 138           |
| =  | Gerard Greene         | 1              | 136           |
| =  | Mark Joyce            | 1              | 135           |
| =  | Liam Highfield        | 1              | 132           |
| =  | Michael Holt          | 1              | 132           |
| =  | Lu Ning               | 1              | 130           |
| =  | Robbie Williams       | 1              | 125           |
| =  | Nigel Bond            | 1              | 122           |
| =  | Si Jiahui             | 1              | 122           |
| =  | Michael White         | 1              | 114           |
| =  | Julien Leclercq       | 1              | 114           |
| =  | Chen Zifan            | 1              | 110           |
| =  | Ricky Walden          | 1              | 109           |
| =  | Dylan Emery           | 1              | 108           |
| =  | Pang Junxu            | 1              | 106           |
| =  | Yuan Sijun            | 1              | 105           |
| =  | Ashley Hugill         | 1              | 105           |
| =  | Elliot Slessor        | 1              | 103           |

## Fase a eliminazione diretta

### Partecipanti
| TS | Giocatore         | Precedenti partecipazioni alla fase a eliminazione diretta |
| -- | ----------------- | --- |
| 1  | Ronnie O'Sullivan | 28 (1993, 1994, 1995, 1996, 1997, 1998, 1999, 2000, 2001, 2002, 2003, 2004, 2005, 2006, 2007, 2008, 2009, 2010, 2011, 2012, 2013, 2014, 2015, 2016, 2017, 2018, 2019, 2020) |
| 2  | Judd Trump        | 11 (2007, 2011, 2012, 2013, 2014, 2015, 2016, 2017, 2018, 2019, 2020) |
| 3  | Neil Robertson    | 16 (2005, 2006, 2007, 2008, 2009, 2010, 2011, 2012, 2013, 2014, 2015, 2016, 2017, 2018, 2019, 2020)                                                                         |
| 4  | Mark Selby        | 16 (2005, 2006, 2007, 2008, 2009, 2010, 2011, 2012, 2013, 2014, 2015, 2016, 2017, 2018, 2019, 2020)                                                                         |
| 5  | John Higgins      | 26 (1995, 1996, 1997, 1998, 1999, 2000, 2001, 2002, 2003, 2004, 2005, 2006, 2007, 2008, 2009, 2010, 2011, 2012, 2013, 2014, 2015, 2016, 2017, 2018, 2019, 2020)             |
| 6  | Kyren Wilson      | 6 (2014, 2016, 2017, 2018, 2019, 2020) |
| 7  | Shaun Murphy      | 18 (2002, 2003, 2005, 2006, 2007, 2008, 2009, 2010, 2011, 2012, 2013, 2014, 2015, 2016, 2017, 2018, 2019, 2020)                                                             |
| 8  | Stephen Maguire   | 17 (2004, 2005, 2006, 2007, 2008, 2009, 2010, 2011, 2012, 2013, 2014, 2015, 2016, 2017, 2018, 2019, 2020)                                                                   |
| 9  | Ding Junhui       | 14 (2007, 2008, 2009, 2010, 2011, 2012, 2013, 2014, 2015, 2016, 2017, 2018, 2019, 2020)                                                                                     |
| 10 | Yan Bingtao       | 2 (2017, 2020) |
| 11 | Barry Hawkins     | 15 (2006, 2007, 2008, 2009, 2010, 2011, 2012, 2013, 2014, 2015, 2016, 2017, 2018, 2019, 2020)                                                                               |
| 12 | Mark Williams     | 22 (1997, 1998, 1999, 2000, 2001, 2002, 2003, 2004, 2005, 2006, 2007, 2008, 2009, 2010, 2011, 2012, 2013, 2015, 2016, 2018, 2019, 2020)                                     |
| 13 | Mark Allen        | 14 (2007, 2008, 2009, 2010, 2011, 2012, 2013, 2014, 2015, 2016, 2017, 2018, 2019, 2020)                                                                                     |
| 14 | Jack Lisowski     | 4 (2013, 2018, 2019, 2020) |
| 15 | David Gilbert     | 6 (2007, 2012, 2014, 2016, 2019, 2020) |
| 16 | Anthony McGill    | 6 (2015, 2016, 2017, 2018, 2019, 2020) |
| 17 | Stuart Bingham    | 14 (2000, 2002, 2008, 2009, 2011, 2012, 2013, 2014, 2015, 2016, 2017, 2018, 2019, 2020)                                                                                     |
| 18 | Gary Wilson       | 2 (2017, 2019) |
| 19 | Ali Carter        | 17 (2003, 2004, 2005, 2006, 2007, 2008, 2009, 2010, 2011, 2012, 2013, 2014, 2015, 2016, 2017, 2018, 2019)                                                                   |
| 20 | Kurt Maflin       | 2 (2015, 2020) |
| 21 | Martin Gould      | 10 (2009, 2010, 2011, 2012, 2013, 2014, 2016, 2017, 2019, 2020) |
| 22 | Liang Wenbó       | 7 (2008, 2009, 2010, 2012, 2016, 2017, 2020) |
| 23 | Matthew Selt      | 2 (2013, 2015) |
| 24 | Ricky Walden      | 7 (2009, 2011, 2013, 2014, 2015, 2016, 2018) |
| 25 | Mark Davis        | 11 (1994, 1995, 1997, 2001, 2008, 2010, 2012, 2013, 2014, 2015, 2019) |
| 26 | Mark Joyce        | 0 |
| 27 | Liam Highfield    | 1 (2018) |
| 28 | Tian Pengfei      | 1 (2019) |
| 29 | Lyu Haotian       | 1 (2018) |
| 30 | Sam Craigie       | 0 |
| 31 | Chris Wakelin     | 1 (2018) |
| 32 | Jamie Jones       | 3 (2012, 2015, 2018) |

Nota bene: nella sezione "precedenti partecipazioni alla fase a eliminazione diretta", le date in grassetto indicano che il giocatore ha vinto quella edizione del torneo.

## Tabellone (fase finale)
|  | Sedicesimi di finale    | Sedicesimi di finale    |                        |    | Ottavi di finale        | Ottavi di finale        |  |  | Quarti di finale        | Quarti di finale        |  |  | Semifinali              | Semifinali              |
|  | Al meglio dei 19 frames | Al meglio dei 19 frames |                        |    | Al meglio dei 25 frames | Al meglio dei 25 frames |  |  | Al meglio dei 25 frames | Al meglio dei 25 frames |  |  | Al meglio dei 33 frames | Al meglio dei 33 frames |
|  |                         |                         |                        |    |                         |                         |  |  |                         |                         |  |  |                         |                         |
|  | 17 aprile               |                         |                        |    |                         |                         |  |  |                         |                         |  |  |                         |                         |
|  |                         |                         |                        |    |                         |                         |  |  |                         |                         |  |  |                         |                         |
|  | Ronnie O'Sullivan (1)   | 10                      |                        |    |                         |                         |  |  |                         |                         |  |  |                         |                         |
|  | Ronnie O'Sullivan (1)   | 10                      | 22-23 aprile           |    |                         |                         |  |  |                         |                         |  |  |                         |                         |
|  | Mark Joyce (26)         | 4                       |                        |    |                         |                         |  |  |                         |                         |  |  |                         |                         |
|  | Mark Joyce (26)         | 4                       | Ronnie O'Sullivan (1)  | 12 |                         |                         |  |  |                         |                         |  |  |                         |                         |
|  | 18-19 aprile            |                         | Ronnie O'Sullivan (1)  | 12 |                         |                         |  |  |                         |                         |  |  |                         |                         |
|  |                         | Anthony McGill (16)     | 13                     |    |                         |                         |  |  |                         |                         |  |  |                         |                         |
|  | Anthony McGill (16)     | Anthony McGill (16)     | 13                     | 10 |                         |                         |  |  |                         |                         |  |  |                         |                         |
|  | Anthony McGill (16)     |                         | 27-28 aprile           | 10 |                         |                         |  |  |                         |                         |  |  |                         |                         |
|  | Ricky Walden (24)       | 5                       |                        |    |                         |                         |  |  |                         |                         |  |  |                         |                         |
|  | Ricky Walden (24)       | 5                       | Anthony McGill (16)    | 12 |                         |                         |  |  |                         |                         |  |  |                         |                         |
|  | 19-20 aprile            |                         | Anthony McGill (16)    | 12 |                         |                         |  |  |                         |                         |  |  |                         |                         |
|  |                         | Stuart Bingham (17)     | 13                     |    |                         |                         |  |  |                         |                         |  |  |                         |                         |
|  | Ding Junhui (9)         | Stuart Bingham (17)     | 13                     | 9  |                         |                         |  |  |                         |                         |  |  |                         |                         |
|  | Ding Junhui (9)         | 25-26 aprile            |                        | 9  |                         |                         |  |  |                         |                         |  |  |                         |                         |
|  | Stuart Bingham (17)     | 10                      |                        |    |                         |                         |  |  |                         |                         |  |  |                         |                         |
|  | Stuart Bingham (17)     | 10                      | Stuart Bingham (17)    | 13 |                         |                         |  |  |                         |                         |  |  |                         |                         |
|  | 17-18 aprile            |                         | Stuart Bingham (17)    | 13 |                         |                         |  |  |                         |                         |  |  |                         |                         |
|  |                         | Jamie Jones (32)        | 6                      |    |                         |                         |  |  |                         |                         |  |  |                         |                         |
|  | Stephen Maguire (8)     | Jamie Jones (32)        | 6                      | 4  |                         |                         |  |  |                         |                         |  |  |                         |                         |
|  | Stephen Maguire (8)     |                         | 29-30 aprile-1º maggio | 4  |                         |                         |  |  |                         |                         |  |  |                         |                         |
|  | Jamie Jones (32)        | 10                      |                        |    |                         |                         |  |  |                         |                         |  |  |                         |                         |
|  | Jamie Jones (32)        | 10                      | Stuart Bingham (17)    | 15 |                         |                         |  |  |                         |                         |  |  |                         |                         |
|  | 18-19 aprile            |                         | Stuart Bingham (17)    | 15 |                         |                         |  |  |                         |                         |  |  |                         |                         |
|  |                         | Mark Selby (4)          | 17                     |    |                         |                         |  |  |                         |                         |  |  |                         |                         |
|  | John Higgins (5)        | Mark Selby (4)          | 17                     | 10 |                         |                         |  |  |                         |                         |  |  |                         |                         |
|  | John Higgins (5)        | 23-24 aprile            |                        | 10 |                         |                         |  |  |                         |                         |  |  |                         |                         |
|  | Tian Pengfei (28)       | 7                       |                        |    |                         |                         |  |  |                         |                         |  |  |                         |                         |
|  | Tian Pengfei (28)       | 7                       | John Higgins (5)       | 7  |                         |                         |  |  |                         |                         |  |  |                         |                         |
|  | 21 aprile               |                         | John Higgins (5)       | 7  |                         |                         |  |  |                         |                         |  |  |                         |                         |
|  |                         | Mark Williams (12)      | 13                     |    |                         |                         |  |  |                         |                         |  |  |                         |                         |
|  | Mark Williams (12)      | Mark Williams (12)      | 13                     | 10 |                         |                         |  |  |                         |                         |  |  |                         |                         |
|  | Mark Williams (12)      |                         | 27-28 aprile           | 10 |                         |                         |  |  |                         |                         |  |  |                         |                         |
|  | Sam Craigie (30)        | 4                       |                        |    |                         |                         |  |  |                         |                         |  |  |                         |                         |
|  | Sam Craigie (30)        | 4                       | Mark Williams (12)     | 3  |                         |                         |  |  |                         |                         |  |  |                         |                         |
|  | 20 aprile               |                         | Mark Williams (12)     | 3  |                         |                         |  |  |                         |                         |  |  |                         |                         |
|  |                         | Mark Selby (4)          | 13                     |    |                         |                         |  |  |                         |                         |  |  |                         |                         |
|  | Mark Allen (13)         | Mark Selby (4)          | 13                     | 10 |                         |                         |  |  |                         |                         |  |  |                         |                         |
|  | Mark Allen (13)         | 24-25-26 aprile         |                        | 10 |                         |                         |  |  |                         |                         |  |  |                         |                         |
|  | Lyu Haotian (29)        | 2                       |                        |    |                         |                         |  |  |                         |                         |  |  |                         |                         |
|  | Lyu Haotian (29)        | 2                       | Mark Allen (13)        | 7  |                         |                         |  |  |                         |                         |  |  |                         |                         |
|  | 21-22 aprile            |                         | Mark Allen (13)        | 7  |                         |                         |  |  |                         |                         |  |  |                         |                         |
|  |                         | Mark Selby (4)          | 13                     |    |                         |                         |  |  |                         |                         |  |  |                         |                         |
|  | Mark Selby (4)          | Mark Selby (4)          | 13                     | 10 |                         |                         |  |  |                         |                         |  |  |                         |                         |
|  | Mark Selby (4)          |                         |                        | 10 |                         |                         |  |  |                         |                         |  |  |                         |                         |
|  | Kurt Maflin (20)        | 1                       |                        |    |                         |                         |  |  |                         |                         |  |  |                         |                         |
|  | Kurt Maflin (20)        | 1                       |                        |    |                         |                         |  |  |                         |                         |  |  |                         |                         |
|  | 17-18 aprile            |                         |                        |    |                         |                         |  |  |                         |                         |  |  |                         |                         |
|  |                         |                         |                        |    |                         |                         |  |  |                         |                         |  |  |                         |                         |
|  | Neil Robertson (3)      | 10                      |                        |    |                         |                         |  |  |                         |                         |  |  |                         |                         |
|  | Neil Robertson (3)      | 10                      | 22-23-24 aprile        |    |                         |                         |  |  |                         |                         |  |  |                         |                         |
|  | Liang Wenbó (22)        | 3                       |                        |    |                         |                         |  |  |                         |                         |  |  |                         |                         |
|  | Liang Wenbó (22)        | 3                       | Neil Robertson (3)     | 13 |                         |                         |  |  |                         |                         |  |  |                         |                         |
|  | 19-20 aprile            |                         | Neil Robertson (3)     | 13 |                         |                         |  |  |                         |                         |  |  |                         |                         |
|  |                         | Jack Lisowski (14)      | 9                      |    |                         |                         |  |  |                         |                         |  |  |                         |                         |
|  | Jack Lisowski (14)      | Jack Lisowski (14)      | 9                      | 10 |                         |                         |  |  |                         |                         |  |  |                         |                         |
|  | Jack Lisowski (14)      |                         | 27-28 aprile           | 10 |                         |                         |  |  |                         |                         |  |  |                         |                         |
|  | Ali Carter (19)         | 9                       |                        |    |                         |                         |  |  |                         |                         |  |  |                         |                         |
|  | Ali Carter (19)         | 9                       | Neil Robertson (3)     | 8  |                         |                         |  |  |                         |                         |  |  |                         |                         |
|  | 20-21 aprile            |                         | Neil Robertson (3)     | 8  |                         |                         |  |  |                         |                         |  |  |                         |                         |
|  |                         | Kyren Wilson (6)        | 13                     |    |                         |                         |  |  |                         |                         |  |  |                         |                         |
|  | Barry Hawkins (11)      | Kyren Wilson (6)        | 13                     | 10 |                         |                         |  |  |                         |                         |  |  |                         |                         |
|  | Barry Hawkins (11)      | 23-24 aprile            |                        | 10 |                         |                         |  |  |                         |                         |  |  |                         |                         |
|  | Matthew Selt (23)       | 3                       |                        |    |                         |                         |  |  |                         |                         |  |  |                         |                         |
|  | Matthew Selt (23)       | 3                       | Barry Hawkins (11)     | 10 |                         |                         |  |  |                         |                         |  |  |                         |                         |
|  | 19 aprile               |                         | Barry Hawkins (11)     | 10 |                         |                         |  |  |                         |                         |  |  |                         |                         |
|  |                         | Kyren Wilson (6)        | 13                     |    |                         |                         |  |  |                         |                         |  |  |                         |                         |
|  | Kyren Wilson (6)        | Kyren Wilson (6)        | 13                     | 10 |                         |                         |  |  |                         |                         |  |  |                         |                         |
|  | Kyren Wilson (6)        |                         | 29-30 aprile-1º maggio | 10 |                         |                         |  |  |                         |                         |  |  |                         |                         |
|  | Gary Wilson (18)        | 8                       |                        |    |                         |                         |  |  |                         |                         |  |  |                         |                         |
|  | Gary Wilson (18)        | 8                       | Kyren Wilson (6)       | 12 |                         |                         |  |  |                         |                         |  |  |                         |                         |
|  | 21-22 aprile            |                         | Kyren Wilson (6)       | 12 |                         |                         |  |  |                         |                         |  |  |                         |                         |
|  |                         | Shaun Murphy (7)        | 17                     |    |                         |                         |  |  |                         |                         |  |  |                         |                         |
|  | Shaun Murphy (7)        | Shaun Murphy (7)        | 17                     | 10 |                         |                         |  |  |                         |                         |  |  |                         |                         |
|  | Shaun Murphy (7)        | 24-25-26 aprile         |                        | 10 |                         |                         |  |  |                         |                         |  |  |                         |                         |
|  | Mark Davis (25)         | 7                       |                        |    |                         |                         |  |  |                         |                         |  |  |                         |                         |
|  | Mark Davis (25)         | 7                       | Shaun Murphy (7)       | 13 |                         |                         |  |  |                         |                         |  |  |                         |                         |
|  | 17-18 aprile            |                         | Shaun Murphy (7)       | 13 |                         |                         |  |  |                         |                         |  |  |                         |                         |
|  |                         | Yan Bingtao (10)        | 7                      |    |                         |                         |  |  |                         |                         |  |  |                         |                         |
|  | Yan Bingtao (10)        | Yan Bingtao (10)        | 7                      | 10 |                         |                         |  |  |                         |                         |  |  |                         |                         |
|  | Yan Bingtao (10)        |                         | 27-28 aprile           | 10 |                         |                         |  |  |                         |                         |  |  |                         |                         |
|  | Martin Gould (21)       | 6                       |                        |    |                         |                         |  |  |                         |                         |  |  |                         |                         |
|  | Martin Gould (21)       | 6                       | Shaun Murphy (7)       | 13 |                         |                         |  |  |                         |                         |  |  |                         |                         |
|  | 17-18 aprile            |                         | Shaun Murphy (7)       | 13 |                         |                         |  |  |                         |                         |  |  |                         |                         |
|  |                         | Judd Trump (2)          | 11                     |    |                         |                         |  |  |                         |                         |  |  |                         |                         |
|  | David Gilbert (15)      | Judd Trump (2)          | 11                     | 10 |                         |                         |  |  |                         |                         |  |  |                         |                         |
|  | David Gilbert (15)      | 25-26 aprile            |                        | 10 |                         |                         |  |  |                         |                         |  |  |                         |                         |
|  | Chris Wakelin (31)      | 4                       |                        |    |                         |                         |  |  |                         |                         |  |  |                         |                         |
|  | Chris Wakelin (31)      | 4                       | David Gilbert (15)     | 8  |                         |                         |  |  |                         |                         |  |  |                         |                         |
|  | 20-21 aprile            |                         | David Gilbert (15)     | 8  |                         |                         |  |  |                         |                         |  |  |                         |                         |
|  |                         | Judd Trump (2)          | 13                     |    |                         |                         |  |  |                         |                         |  |  |                         |                         |
|  | Judd Trump (2)          | Judd Trump (2)          | 13                     | 10 |                         |                         |  |  |                         |                         |  |  |                         |                         |
|  | Judd Trump (2)          |                         |                        | 10 |                         |                         |  |  |                         |                         |  |  |                         |                         |
|  | Liam Highfield (27)     | 4                       |                        |    |                         |                         |  |  |                         |                         |  |  |                         |                         |
|  | Liam Highfield (27)     | 4                       |                        |    |                         |                         |  |  |                         |                         |  |  |                         |                         |

| Finale (Al meglio dei 35 frames) Crucible Theatre, Sheffield, 2-3 maggio 2021. Arbitro: Paul Collier | | |
| Mark Selby (4) | 18–15 | Shaun Murphy (7) |
| Prima sessione: 49-57, 46-67, 68-65, 89-7, 0-75, 66-1, 8-71, 54-80 Seconda sessione: 85-49, 0-98, 72-34, 107-0, 34-97, 109-0, 90-34, 88-4, 69-26 Terza sessione: 4-87, 69-58, 41-69, 134-0, 104-14, 1-100, 0-108, 131-0 Quarta sessione: 70-28, 48-73, 108-0, 11-79, 120-0, 7-100, 8-126, 71-57 | Prima sessione: 3-5 (3-5) Seconda sessione: 7-2 (10-7) Terza sessione: 4-4 (14-11) Quarta sessione: 4-4 (18-15) Miglior break (Selby): 120 Century breaks (Selby): 2 Miglior break (Murphy): 103 Century breaks (Murphy): 3 | Prima sessione: 49-57, 46-67, 68-65, 89-7, 0-75, 66-1, 8-71, 54-80 Seconda sessione: 85-49, 0-98, 72-34, 107-0, 34-97, 109-0, 90-34, 88-4, 69-26 Terza sessione: 4-87, 69-58, 41-69, 134-0, 104-14, 1-100, 0-108, 131-0 Quarta sessione: 70-28, 48-73, 108-0, 11-79, 120-0, 7-100, 8-126, 71-57 |
| Mark Selby vince il Betfred World Snooker Championship 2021 | | |

### Century breaks
Durante il corso del torneo sono stati realizzati 108 century breaks.
| N° | Giocatore         | Century breaks | Miglior break |
| -- | ----------------- | -------------- | ------------- |
| 1  | Stuart Bingham    | 13             | 131           |
| 2  | Mark Selby        | 12             | 142           |
| 3  | Shaun Murphy      | 11             | 144           |
| 4  | Kyren Wilson      | 10             | 139           |
| =  | Neil Robertson    | 10             | 137           |
| 5  | Anthony McGill    | 8              | 136           |
| 6  | Judd Trump        | 7              | 116           |
| 7  | Ronnie O'Sullivan | 5              | 138           |
| 8  | Barry Hawkins     | 4              | 137           |
| =  | John Higgins      | 4              | 135           |
| =  | Yan Bingtao       | 4              | 130           |
| =  | Mark Williams     | 4              | 111           |
| 9  | Mark Allen        | 3              | 139           |
| =  | David Gilbert     | 3              | 132           |
| 10 | Jack Lisowski     | 2              | 121           |
| =  | Ricky Walden      | 2              | 112           |
| 11 | Liam Highfield    | 1              | 138           |
| =  | Liang Wenbó       | 1              | 126           |
| =  | Jamie Jones       | 1              | 121           |
| =  | Tian Pengfei      | 1              | 111           |
| =  | Martin Gould      | 1              | 109           |
| =  | Ding Junhui       | 1              | 105           |